# Forces armées camerounaises
 (août 2017).
Si vous disposez d'ouvrages ou d'articles de référence ou si vous connaissez des sites web de qualité traitant du thème abordé ici, merci de compléter l'article en donnant les références utiles à sa vérifiabilité et en les liant à la section « Notes et références ».
Les forces armées camerounaises sont responsables de la défense du Cameroun. Elles représentent environ 50 000 à 65 000 hommes dans les armées de terre, de l'air et de la marine[réf. nécessaire].

## Partenariats
L'armée camerounaise a traditionnellement des liens forts avec les forces armées françaises et des conseillers militaires français restent très impliqués dans les préparations des troupes camerounaises pour occuper la zone contestée de Bakassi.
Plusieurs accords ont été signés entre le Cameroun, la Chine, la Russie, les États-Unis pour la fourniture de nouveaux équipements en vue de l'augmentation du personnel dans les différentes branches qui composent les forces armées camerounaises, soit plus de la moitié des effectifs qui la composaient jusqu'à présent [Quand ?].

## Organigramme
- Armée de terre, dont Brigade d’intervention rapide
- Marine nationale (dont l'infanterie de marine)
- Armée de l'air
- Gendarmerie nationale camerounaise
- Corps des sapeurs-pompiers
- Garde présidentielle

Défilé de sapeurs-pompiers à Douala en 2013.
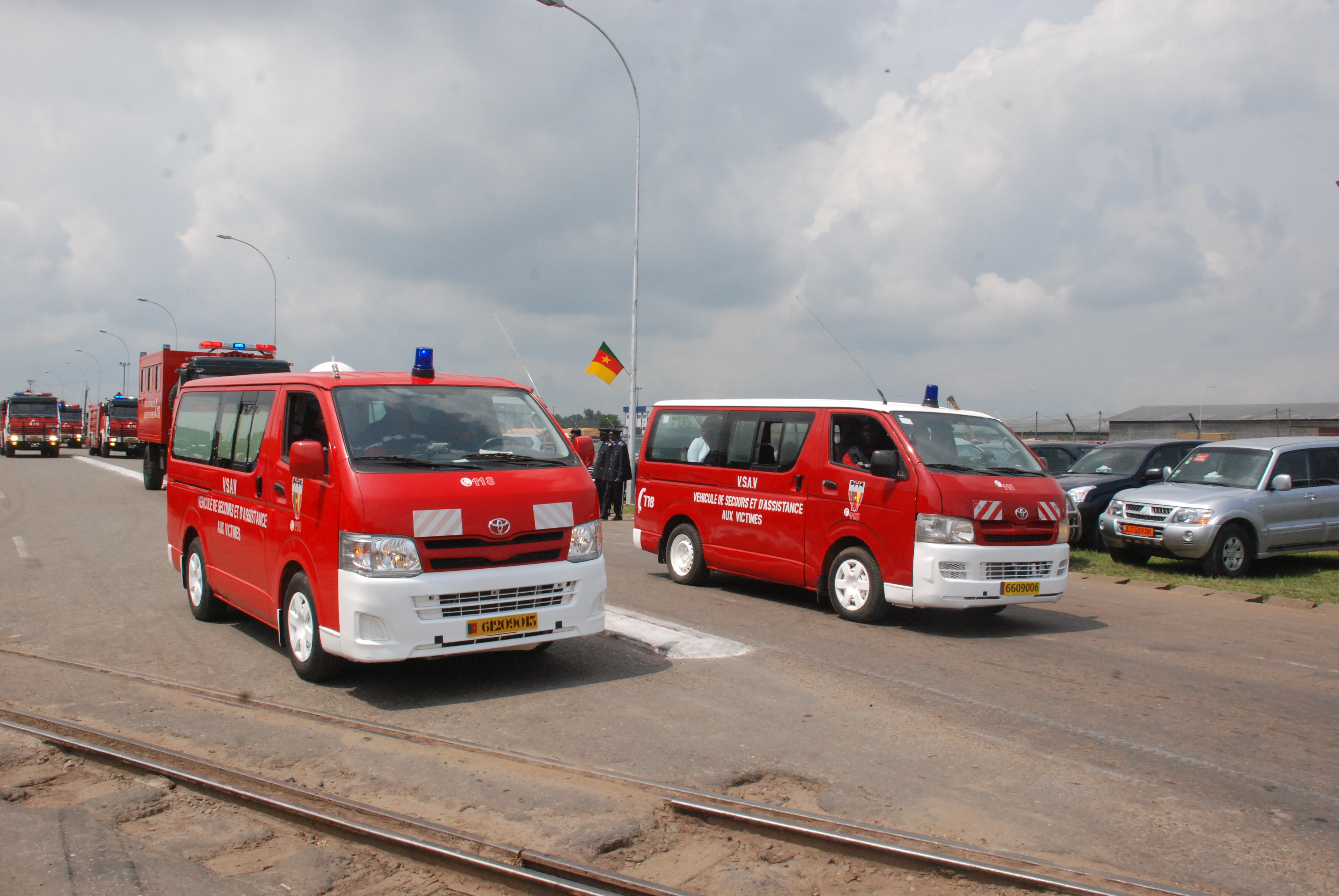
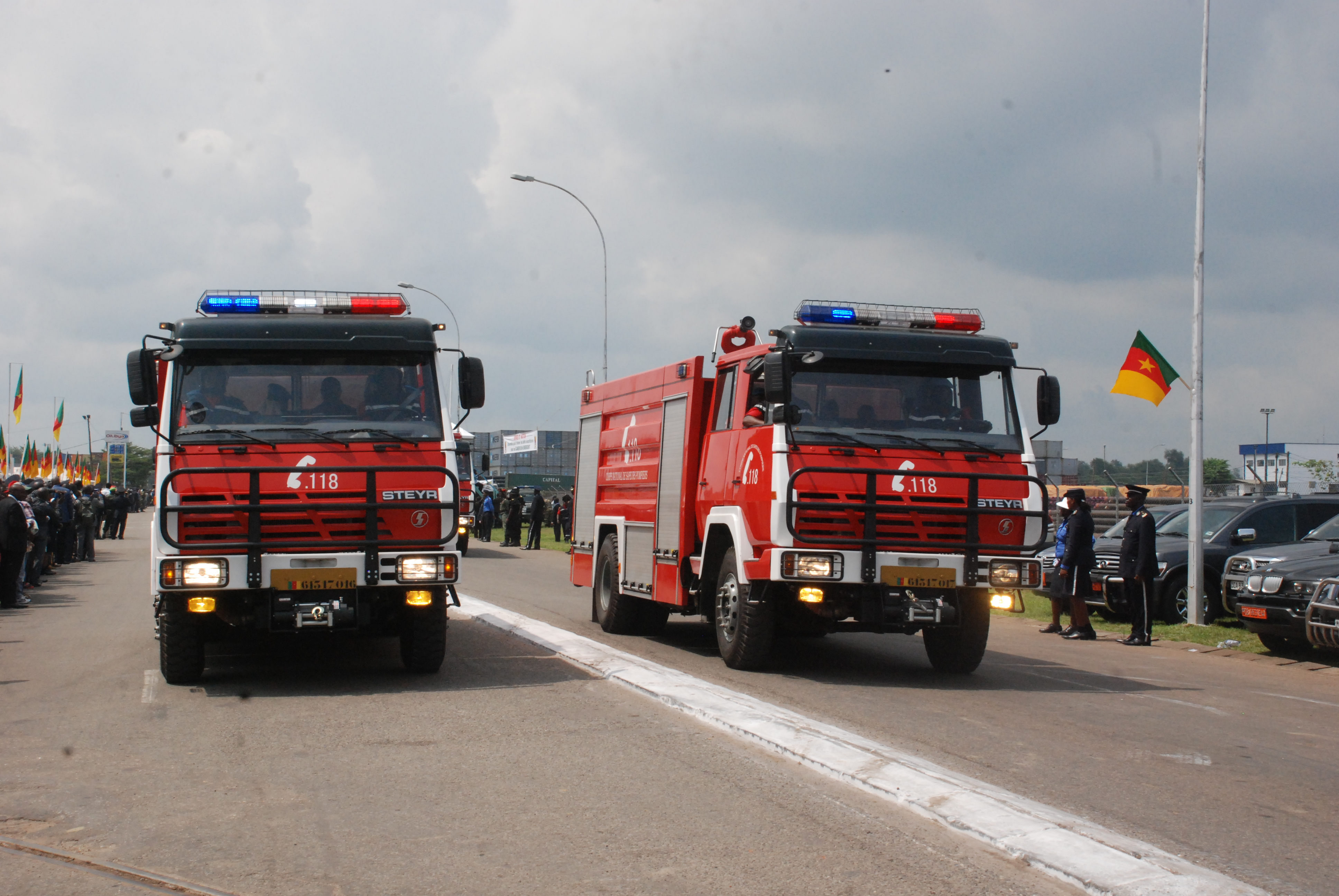
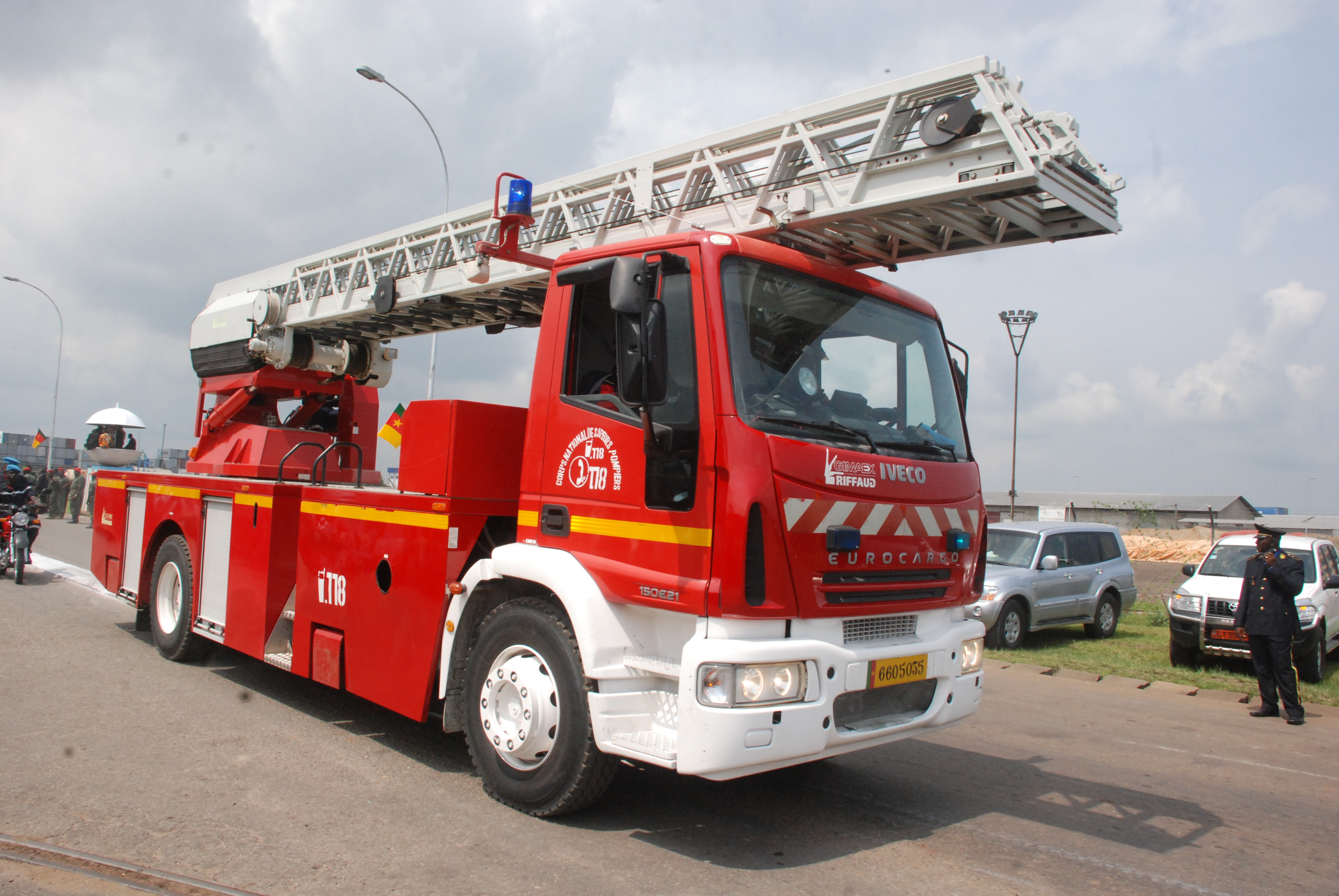

Ministre et anciens ministres :
- Joseph Beti Assomo (actuellement en poste)
- Edgar Alain Mébé Ngo'o
- Remy Ze Meka
- Amadou Ali
- Laurent Esso
- Édouard Akame Mfoumou

## Organisation (février 2018)
Le territoire est divisé en 5 régions militaires interarmes (RMIA) :
- la RMIA1, dont le poste de commandement est à Yaoundé,
- la RMIA2, à Douala,
- la RMIA3, à Garoua,
- la RMIA4, à Maroua,
- la RMIA5, à Bamenda.

À chaque région militaire correspond une Région de gendarmerie.

### 1rerégion militaire
Ressort territorial : Centre, Sud et Est
État-major : Yaoundé
Appartiennent à cette région la brigade du quartier général, les 11e et 12e brigades d'infanterie motorisée (BRIM), les unités des bases aériennes 101 et 102 ainsi que le 10e groupement de sapeurs pompiers.
Brigade du quartier général de Yaoundé
- BCS à Yaoundé
- BA à Yaoundé
- BHP à Yaoundé
- 1er BI à Yaoundé
- 2e BI à Yaoundé
- 3e BI à Yaoundé

11e brigade d'Ebolowa
- 11e bataillon de commandement et de soutien à Ebolowa
- 11e bataillon d'infanterie motorisée à Ebolowa
- 12e bataillon d'infanterie motorisée à Djoum
- 13e bataillon d'infanterie motorisée à Ambam
- 11e bataillon d'appui à Sangmélima

12e brigade de Bertoua
- 12e bataillon de commandement et de soutien à Bertoua
- 14e bataillon d'infanterie motorisée à Bertoua (ex-12e BIM)
- 15e bataillon d'infanterie motorisée à Yokadouma (ex-13e BIM)
- 16e bataillon d'infanterie motorisée à Garoua-Boulaï
- 12e bataillon d'appui à Bertoua

Base aérienne 101 de Yaoundé
Base aérienne 102 de Bertoua
10e Groupement de sapeurs-pompiers

### 2erégion militaire

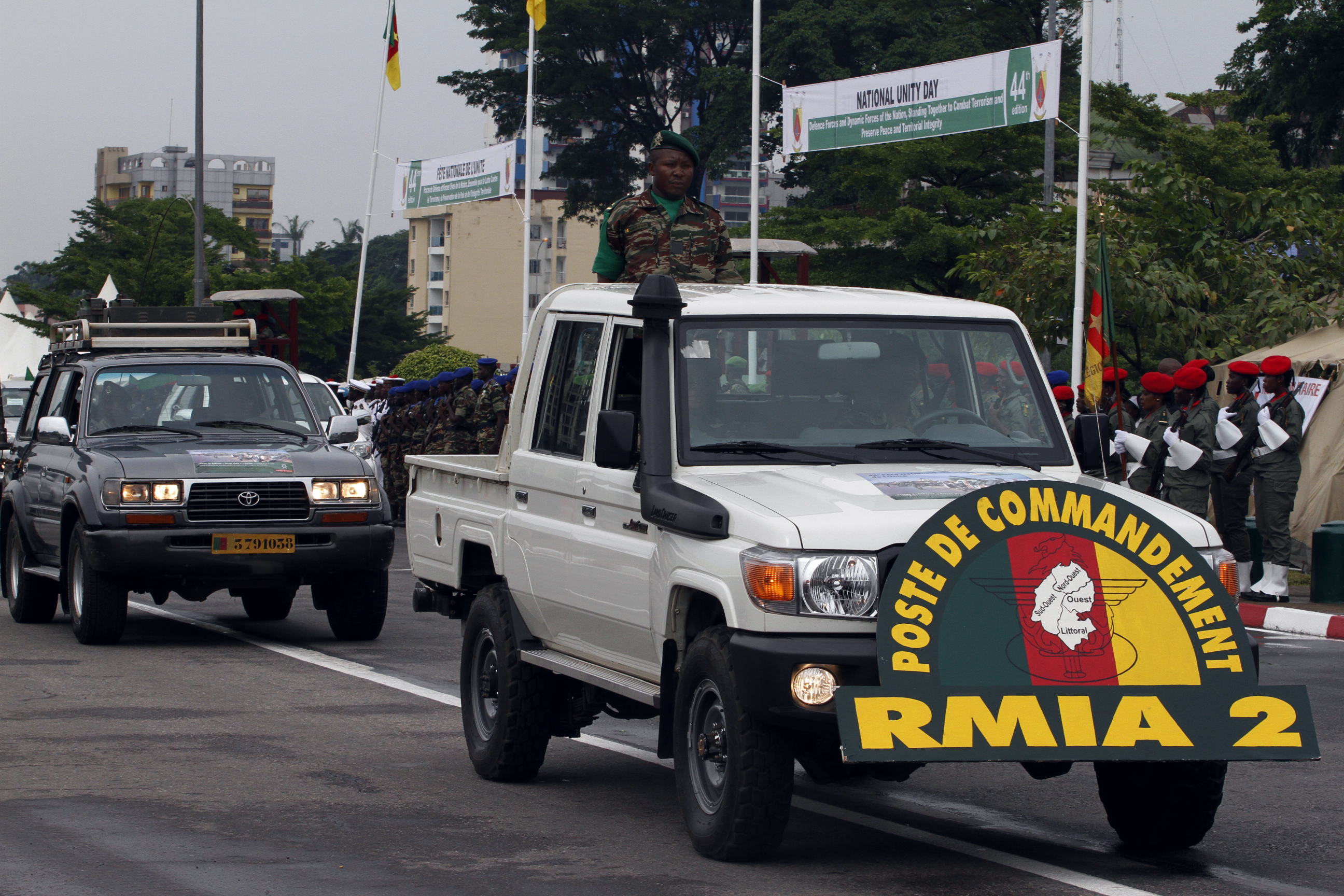
Défilé d'un véhicule du PC de la 2e région militaire à Douala lors de la fête nationale de l'unité de 2016.

Ressort territorial : Littoral et Sud-Ouest
État-major : Douala
Composition :
21e brigade d'infanterie motorisé de Buéa
- 21e bataillon de commandement et de soutien à Buéa
- 21e bataillon d'infanterie motorisée à Buéa
- 22e bataillon d'infanterie motorisée à Mamfé
- 23e bataillon d'infanterie motorisée à Loum
- 24e bataillon d'infanterie motorisée à Akwaya
- 21e bataillon d'appui à Kumba.

Unités aériennes basées sur la base aérienne 201 de Douala .
- 21e escadron de transport aérien : 211e escadrille de transport et de transport d'assaut et 212e escadrille de transport et de transport d'assaut
- 22e escadron aérien : 221e escadrille de transport et de transport d'assaut et 222e escadrille de reconnaissance

Autres unités
- Bataillon des fusiliers-commandos de l'air, basé sur la commune de Mamfé et appartenant à l'armée de l'air[2],
- 20e groupement de sapeurs-pompiers de Douala : 20e compagnie de commandement et de services, 201e compagnie d'incendie de Douala, 202e compagnie d'incendie d'Édéa, 203e compagnie d'incendie de Nkongsamba, 204e compagnie d'incendie de Buéa, 205e compagnie d'incendie de Limbé, 206e compagnie d'incendie de Kumba[2].

### 3erégion militaire
Ressort territorial : Adamoua, Nord
État-major : Garoua
Composition :
31e brigade d'infanterie motorisé de Ngaoundéré
- 31e bataillon de commandement et de soutien à Ngaoundéré
- 31e bataillon d'appui à Ngaoundéré
- 31e bataillon d'infanterie motorisée à Tcholliré
- 32e bataillon d'infanterie motorisée à Poli
- 33e bataillon d'infanterie motorisée à Tibati

Base aérienne 301 de Garoua
- 31e escadron aérien (311e et 312e escadrilles de chasse et d'appui)
- 32e escadron aérien (321e escadrille de liaison et d'observation et 322e escadrille de reconnaissance)

Base aérienne 302 de Ngaoundéré
- 33e escadron aérien (331e et 332e escadrilles de chasse et d'appui et 333e escadrille de reconnaissance)

30e groupement de sapeurs-pompiers

### 4erégion militaire
Ressort territorial : Extrême-Nord
État-major : Maroua
41e brigade d'infanterie motorisé de Kousseri
- 41e bataillon de commandement et de soutien à Kousseri
- 41e bataillon d'appui à Kaélé
- 41e bataillon d'infanterie motorisée à Maltam
- 42e bataillon d'infanterie motorisée à Mora
- 43e bataillon d'infanterie motorisée à Mayo-Oulo

40e groupement de sapeurs-pompiers
Appartient également à cette région le 41e escadron aérien (411e et 412e escadrilles de chasse et d'appui) sur la base aérienne 401 de Maroua.

### 5erégion militaire
Ressort territorial : Ouest et Nord-Ouest
État-major : Bamenda
Cette région militaire est constituée de deux brigades :
Brigade d’intervention rapide
- quartier général à Bafoussam
- bataillon spécial amphibie (BSA) à Tiko
- bataillon des troupes aéroportées (BTAP) à Koutaba
- bataillon blindé de reconnaissance (BBR) à Douala

51e brigade d'infanterie motorisé de Bamenda
- 51e bataillon de commandement et de soutien à Bamenda
- 51e bataillon d'appui à Kumbo
- 51e bataillon d'infanterie motorisée à Dschang
- 52e bataillon d'infanterie motorisée à Nkambé
- 53e bataillon d'infanterie motorisée à Wum

Le 50e groupement de sapeurs pompiers est rattaché à la région.

### Organisation des bataillons
Chaque bataillon de commandement et de soutien (BCS) est constitué d'un état-major, d'une compagnie de commandement et des services (CCS), d'une compagnie des transports (CT), d'une compagnie des matériels (CMAT), d'une compagnie du commissariat (COM) et de l'infirmerie de la brigade.
Chaque bataillon d'infanterie motorisée (BIM) est composé d'une compagnie de commandement et des transmissions (CCT), d'une compagnie antichars (CAC) et de trois compagnies d'infanterie motorisée (CIM).
Les bataillon d'appui (BA) sont constitués d'une CCT, d'une CAC, d'une batterie d'artillerie sol-sol (BASS) et d'une batterie d'artillerie sol-air (BASA).
Un groupement de sapeurs-pompiers est formé d'une compagnie de commandement et de services et de trois à six compagnies d'incendie.